# Frank Knowles
Frank Knowles (tháng 5 năm 1891 - 20 tháng 1 năm 1951) là một cầu thủ bóng đá người Anh. Ông thường thi đấu ở vị trí hậu vệ biên. Ông sinh ra ở Hyde, Cheshire, thi đấu cho Manchester United, Arsenal (là khách mời trong Thế chiến thứ I), Stalybridge Celtic, Hyde Park, Oldham Athletic, Sandbach Ramblers, Hartlepool United, và Manchester City.